# داریو گرادی
داریو گرادی (انگلیسی: Dario Gradi؛ زادهٔ ۸ ژوئیهٔ ۱۹۴۱) بازیکن فوتبال اهل بریتانیا است.
از باشگاه‌هایی که در آن بازی کرده‌است می‌توان به باشگاه فوتبال کریستال پالاس، باشگاه فوتبال کرو آلکساندرا، باشگاه فوتبال توتینگ اند میتچام یونایتد، باشگاه فوتبال ساتون یونایتد، و باشگاه فوتبال ویمبلدون اشاره کرد.